# Фламански дијалекти
Фламански или фландријски, такође називан и фламански холандски, белгијски холандски и јужнохоландски,  је термин који се користи за дијалекте холандског језика који се говори у Фландрији или за холандски језик који се говори у Белгији. Званични језик у Белгији је стандардни холандски језик, заједно са француским и немачким.